# Seznam vodních ploch v okrese Pardubice
Seznam vodních ploch v okrese Pardubice uvádí některé údaje o vodních plochách (rybníky, písníky atd.) v okrese Pardubice. Seznam není úplný.
| Název                              | Foto | Galerie                                                           | Plocha [ha] | Objem [tis. m³] | Název odtoku        | Souřadnice                       | Katastr                                      | ID DIBAVOD   | Poznámky                                                             |
| ---------------------------------- | ---- | ----------------------------------------------------------------- | ----------- | --------------- | ------------------- | -------------------------------- | -------------------------------------------- | ------------ | -------------------------------------------------------------------- |
| Staré Labe                         |      |                                                                   |             |                 |                     | 50°2′36″ s. š., 15°23′39″ v. d.  | Kojice                                       |              |                                                                      |
| Pazderna                           |      | Kategorie „Pazderna (Zdechovice)“ na Wikimedia Commons            | 11,1        |                 | Morašický potok a ? | 50°1′9″ s. š., 15°28′5″ v. d.    | Zdechovice                                   | 103040750002 |                                                                      |
| Pilský černý rybník                |      | Kategorie „Černý rybník (Zdechovice)“ na Wikimedia Commons        |             |                 | Morašický potok     | 50°1′21″ s. š., 15°28′13″ v. d.  | Zdechovice                                   |              |                                                                      |
| Trnávka                            |      | Kategorie „Rybník v Trnávce“ na Wikimedia Commons                 |             |                 | Morašický potok     | 50°1′56″ s. š., 15°27′49″ v. d.  | Trnávka                                      |              |                                                                      |
| Jordáně                            |      | Kategorie „Jordáně“ na Wikimedia Commons                          |             |                 |                     | 50°2′43″ s. š., 15°27′49″ v. d.  | Řečany nad Labem                             |              |                                                                      |
| Babidolský rybník                  |      | Kategorie „Babidolský rybník“ na Wikimedia Commons                |             |                 | Babidolský potok    | 50°6′37″ s. š., 15°30′30″ v. d.  | Přepychy                                     |              |                                                                      |
| Davídek                            |      | Kategorie „Davídek“ na Wikimedia Commons                          |             |                 |                     | 50°6′18″ s. š., 15°29′ v. d.     | Újezd u Přelouče                             |              |                                                                      |
| Dolík                              |      |                                                                   |             |                 |                     | 50°6′8″ s. š., 15°29′39″ v. d.   | Újezd u Přelouče                             |              |                                                                      |
| Jílovna                            |      |                                                                   |             |                 |                     | 50°6′4″ s. š., 15°29′49″ v. d.   | Újezd u Přelouče                             |              |                                                                      |
| Ostrovnice                         |      |                                                                   |             |                 |                     | 50°6′20″ s. š., 15°29′57″ v. d.  | Újezd u Přelouče                             |              |                                                                      |
| Strašovský rybník                  |      | Kategorie „Strašovský rybník“ na Wikimedia Commons                |             |                 | Strašovský potok    | 50°5′44″ s. š., 15°31′ v. d.     | Strašov                                      |              |                                                                      |
| Lesní rybník                       |      | Kategorie „Lesní rybník (Strašov)“ na Wikimedia Commons           |             |                 |                     | 50°4′53″ s. š., 15°31′5″ v. d.   | Strašov                                      |              |                                                                      |
| Velká Jalůvka                      |      | Kategorie „Velká Jalůvka“ na Wikimedia Commons                    |             |                 |                     | 50°3′9″ s. š., 15°31′3″ v. d.    | Semín                                        |              | též Jalůvka                                                          |
| Husánek                            |      |                                                                   |             |                 |                     | 50°3′15″ s. š., 15°31′12″ v. d.  | Semín                                        |              |                                                                      |
| Cihlářův rybník                    |      | Kategorie „Cihlářův rybník“ na Wikimedia Commons                  |             |                 |                     | 50°3′ s. š., 15°29′59″ v. d.     | Kladruby nad Labem                           |              |                                                                      |
| Pastouška                          |      | Kategorie „Pastouška“ na Wikimedia Commons                        |             |                 |                     | 50°2′22″ s. š., 15°28′24″ v. d.  | Řečany nad Labem                             |              |                                                                      |
| Houšovec                           |      | Kategorie „Houšovec“ na Wikimedia Commons                         |             |                 |                     | 50°2′27″ s. š., 15°28′38″ v. d.  | Řečany nad Labem                             |              |                                                                      |
| Zemanství                          |      | Kategorie „Zemanství“ na Wikimedia Commons                        |             |                 |                     | 50°2′28″ s. š., 15°29′28″ v. d.  | Labětín, Řečany nad Labem                    |              |                                                                      |
| Tišina                             |      | Kategorie „Tišina (rybník)“ na Wikimedia Commons                  |             |                 | Spytovický potok    | 50°2′23″ s. š., 15°29′22″ v. d.  | Řečany nad Labem, Labětín                    |              |                                                                      |
| Přehrada                           |      | Kategorie „Rybník Přehrada“ na Wikimedia Commons                  |             |                 | Spytovický potok    | 50°2′17″ s. š., 15°29′31″ v. d.  | Řečany nad Labem                             |              |                                                                      |
| Labecký rybník                     |      | Kategorie „Labecký rybník“ na Wikimedia Commons                   |             |                 |                     | 50°2′9″ s. š., 15°29′43″ v. d.   | Labětín                                      |              |                                                                      |
| Labské rameno Votoka               |      | Kategorie „Votoka“ na Wikimedia Commons                           |             |                 |                     | 50°2′14″ s. š., 15°30′29″ v. d.  | Labětín, Semín                               |              |                                                                      |
| Ovčín                              |      | Kategorie „Ovčín (Zdechovice)“ na Wikimedia Commons               |             |                 | Morašický potok     | 50°0′45″ s. š., 15°28′38″ v. d.  | Zdechovice                                   |              |                                                                      |
| Krasnický rybník                   |      | Kategorie „Krasnický rybník“ na Wikimedia Commons                 |             |                 | Krasnický potok     | 49°59′45″ s. š., 15°30′7″ v. d.  | Litošice                                     |              |                                                                      |
| Křížový rybník                     |      |                                                                   |             |                 | Senický potok       | 49°59′14″ s. š., 15°30′55″ v. d. | Litošice                                     |              |                                                                      |
| Strach                             |      | Kategorie „Strach“ na Wikimedia Commons                           |             |                 |                     | 49°57′23″ s. š., 15°34′29″ v. d. | Rašovy                                       |              |                                                                      |
| Rybník Moře                        |      | Kategorie „Moře (pond)“ na Wikimedia Commons                      |             |                 |                     | 49°57′48″ s. š., 15°34′48″ v. d. | Rašovy                                       |              |                                                                      |
| Peliský                            |      | Kategorie „Pelíšky (Sovoluská Lhota)“ na Wikimedia Commons        |             |                 | Brložský potok      | 49°58′49″ s. š., 15°32′29″ v. d. | Sovoluská Lhota                              |              | též Pelíšek                                                          |
| Kačák                              |      | Kategorie „Kačák (Sovoluská Lhota)“ na Wikimedia Commons          |             |                 | Brložský potok      | 49°59′9″ s. š., 15°32′33″ v. d.  | Sovoluská Lhota                              |              |                                                                      |
| Pelechovský rybník                 |      | Kategorie „Pelechovský rybník“ na Wikimedia Commons               |             |                 | Brložský potok      | 49°59′33″ s. š., 15°33′4″ v. d.  | Lipoltice                                    |              |                                                                      |
| Návesní                            |      |                                                                   |             |                 | Lipoltická svodnice | 49°58′24″ s. š., 15°34′3″ v. d.  | Urbanice                                     |              |                                                                      |
| Urbanický rybník                   |      | Kategorie „Urbanický rybník“ na Wikimedia Commons                 |             |                 | Lipoltická svodnice | 49°58′37″ s. š., 15°34′21″ v. d. | Urbanice                                     |              |                                                                      |
| Nečas                              |      | Kategorie „Rybník Nečas“ na Wikimedia Commons                     |             |                 | Lipoltická svodnice | 49°58′51″ s. š., 15°34′35″ v. d. | Lipoltice                                    |              |                                                                      |
| Třešňovec                          |      | Kategorie „Rybník Třešňovec“ na Wikimedia Commons                 |             |                 | Lipoltická svodnice | 49°59′2″ s. š., 15°34′32″ v. d.  | Lipoltice                                    |              | též Třešňoves                                                        |
| Rohlíček                           |      | Kategorie „Rybník Rohlíček“ na Wikimedia Commons                  |             |                 | Lipoltická svodnice | 49°59′9″ s. š., 15°34′25″ v. d.  | Lipoltice                                    |              |                                                                      |
| Mlýnský rybník                     |      | Kategorie „Mlýnský rybník (Brloh)“ na Wikimedia Commons           |             |                 | Brložský potok      | 50° s. š., 15°33′33″ v. d.       | Brloh u Přelouče                             |              |                                                                      |
| Čeperka                            |      |                                                                   |             |                 |                     | 49°59′54″ s. š., 15°34′ v. d.    | Tupesy u Přelouče                            |              |                                                                      |
| Račanský rybník                    |      |                                                                   |             |                 | Švarcava            | 50°2′8″ s. š., 15°33′53″ v. d.   | Přelouč                                      |              |                                                                      |
| Polábek                            |      |                                                                   |             |                 |                     | 50°3′3″ s. š., 15°31′40″ v. d.   | Přelouč, Semín                               |              |                                                                      |
| Tomášek                            |      | Kategorie „Tomášek“ na Wikimedia Commons                          |             |                 |                     | 50°3′11″ s. š., 15°32′0″ v. d.   | Semín                                        |              |                                                                      |
| Sopřečský rybník                   |      | Kategorie „Sopřečský rybník“ na Wikimedia Commons                 |             |                 | Sopřečský potok     | 50°4′54″ s. š., 15°33′52″ v. d.  | Sopřeč                                       |              |                                                                      |
| Mladinov                           |      |                                                                   |             |                 |                     | 50°4′43″ s. š., 15°33′22″ v. d.  | Sopřeč                                       |              |                                                                      |
| Švihov                             |      | Kategorie „Švihov (Žáravice)“ na Wikimedia Commons                |             |                 | Sopřečský potok     | 50°6′33″ s. š., 15°33′45″ v. d.  | Žáravice                                     |              |                                                                      |
| Žabař                              |      |                                                                   |             |                 | Strašovský potok    | 50°6′46″ s. š., 15°32′18″ v. d.  | Vápno u Přelouče                             |              |                                                                      |
| Příkop                             |      | Kategorie „Příkop (rybník)“ na Wikimedia Commons                  |             |                 | Babidolský potok    | 50°7′16″ s. š., 15°32′15″ v. d.  | Malé Výkleky                                 |              |                                                                      |
| Hluboký                            |      |                                                                   |             |                 | Babidolský potok    | 50°7′16″ s. š., 15°32′29″ v. d.  | Malé Výkleky                                 |              |                                                                      |
| Struhový                           |      |                                                                   |             |                 | Babidolský potok    |                                  | Malé Výkleky                                 |              |                                                                      |
| Záhumeník                          |      | Kategorie „Záhumeník“ na Wikimedia Commons                        |             |                 | Babidolský potok    | 50°7′14″ s. š., 15°31′44″ v. d.  | Malé Výkleky                                 |              |                                                                      |
| Chýšťský rybník                    |      | Kategorie „Chýštský rybník“ na Wikimedia Commons                  |             |                 |                     | 50°8′5″ s. š., 15°31′57″ v. d.   | Chýšť                                        |              |                                                                      |
| Dolní běloveský rybník             |      | Kategorie „Dolní běloveský rybník“ na Wikimedia Commons           |             |                 | Starovodský potok   | 50°8′2″ s. š., 15°33′46″ v. d.   | Chýšť                                        |              | Tvoří skupinu Běloveských rybníků                                    |
| Prostřední běloveský rybník        |      | Kategorie „Prostřední běloveský rybník“ na Wikimedia Commons      |             |                 | Starovodský potok   | 50°8′3″ s. š., 15°33′53″ v. d.   | Chýšť                                        |              | Tvoří skupinu Běloveských rybníků                                    |
| Horní běloveský rybník             |      | Kategorie „Horní běloveský rybník“ na Wikimedia Commons           |             |                 | Starovodský potok   | 50°8′4″ s. š., 15°34′8″ v. d.    | Chýšť                                        |              | Tvoří skupinu Běloveských rybníků                                    |
| Lhotáček                           |      | Kategorie „Lhotáček“ na Wikimedia Commons                         |             |                 |                     | 50°8′32″ s. š., 15°34′12″ v. d.  | Chýšť                                        |              |                                                                      |
| Kamenec                            |      | Kategorie „Kamenec (Pravy)“ na Wikimedia Commons                  |             |                 | Bukovka             | 50°7′45″ s. š., 15°36′39″ v. d.  | Pravy                                        |              |                                                                      |
| Durasko                            |      | Kategorie „Durasko“ na Wikimedia Commons                          |             |                 |                     | 50°7′45″ s. š., 15°37′4″ v. d.   | Pravy                                        |              | písník                                                               |
| Beránek                            |      | Kategorie „Beránek“ na Wikimedia Commons                          |             |                 |                     | 50°7′ s. š., 15°35′10″ v. d.     | Voleč                                        |              |                                                                      |
| Březinský rybník                   |      | Kategorie „Pod Beránkem (Voleč)“ na Wikimedia Commons             |             |                 |                     |                                  | Voleč                                        |              |                                                                      |
| Nový rybník                        |      | Kategorie „Nový rybník (Voleč)“ na Wikimedia Commons              |             |                 |                     | 50°7′0″ s. š., 15°34′50″ v. d.   | Voleč                                        |              |                                                                      |
| Starý rybník                       |      | Kategorie „Starý rybník (Vyšehněvice)“ na Wikimedia Commons       |             |                 |                     | 50°5′33″ s. š., 15°35′ v. d.     | Vyšehněvice                                  |              |                                                                      |
| Trhoňka                            |      | Kategorie „Trhoňka“ na Wikimedia Commons                          |             |                 | Bukovka             | 50°5′35″ s. š., 15°37′23″ v. d.  | Bukovka                                      |              |                                                                      |
| Černý Nadýmač                      |      | Kategorie „Černý Nadýmač“ na Wikimedia Commons                    |             |                 |                     | 50°4′25″ s. š., 15°34′56″ v. d.  | Břehy, Vlčí Habřina                          |              |                                                                      |
| Rozhrna                            |      | Kategorie „Rybník Rozhrna“ na Wikimedia Commons                   |             |                 | Bukovka             |                                  | Bukovka, Neratov                             |              |                                                                      |
| Buňkov                             |      | Kategorie „Rybník Buňkov“ na Wikimedia Commons                    |             |                 | Neratovský potok    | 50°3′12″ s. š., 15°35′30″ v. d.  | Lohenice u Přelouče, Břehy                   |              |                                                                      |
| Mělice II                          |      |                                                                   |             |                 |                     | 50°2′47″ s. š., 15°36′22″ v. d.  | Lohenice u Přelouče                          |              |                                                                      |
| Mělice I                           |      |                                                                   |             |                 |                     | 50°2′43″ s. š., 15°37′ v. d.     | Lohenice u Přelouče, Mělice                  |              |                                                                      |
| Staré Labe                         |      | Kategorie „Staré Labe u Lohenic“ na Wikimedia Commons             |             |                 |                     | 50°2′34″ s. š., 15°35′6″ v. d.   | Břehy, Přelouč, Lohenice u Přelouče          |              |                                                                      |
| Zajícův rybník                     |      | Kategorie „Zajícův rybník“ na Wikimedia Commons                   |             |                 |                     | 50°2′27″ s. š., 15°35′19″ v. d.  | Přelouč                                      |              |                                                                      |
| Lohenické jezero                   |      |                                                                   |             |                 | Živanická svodnice  | 50°2′32″ s. š., 15°35′41″ v. d.  | Lohenice u Přelouče                          |              |                                                                      |
| Crkáň                              |      |                                                                   |             |                 |                     | 50°1′44″ s. š., 15°37′50″ v. d.  | Valy nad Labem                               |              |                                                                      |
| Březinský rybník                   |      | Kategorie „Březinský rybník“ na Wikimedia Commons                 |             |                 |                     | 50°1′7″ s. š., 15°36′38″ v. d.   | Klenovka                                     |              |                                                                      |
| Návesník                           |      | Kategorie „Návesník (Veselí u Přelouče)“ na Wikimedia Commons     |             |                 | Veselský potok      | 50°0′32″ s. š., 15°37′15″ v. d.  | Veselý u Přelouče                            |              |                                                                      |
| Horní rybník                       |      | Kategorie „Horní rybník (Veselí u Přelouče)“ na Wikimedia Commons |             |                 | Veselský potok      | 50°0′19″ s. š., 15°37′16″ v. d.  | Veselý u Přelouče                            |              |                                                                      |
| Rosol                              |      | Kategorie „Rybník Rosol“ na Wikimedia Commons                     |             |                 |                     | 49°59′36″ s. š., 15°35′9″ v. d.  | Poběžovice u Přelouče                        |              |                                                                      |
| Marešák                            |      | Kategorie „Marešák“ na Wikimedia Commons                          |             |                 |                     | 49°59′29″ s. š., 15°37′42″ v. d. | Choltice                                     |              |                                                                      |
| Velké podrybníčky                  |      |                                                                   |             |                 |                     | 49°59′27″ s. š., 15°37′31″ v. d. | Choltice                                     |              |                                                                      |
| Hastrman                           |      |                                                                   |             |                 |                     | 49°59′18″ s. š., 15°37′41″ v. d. | Choltice                                     |              |                                                                      |
| Mariánský rybník                   |      |                                                                   |             |                 |                     | 49°59′17″ s. š., 15°37′33″ v. d. | Choltice                                     |              |                                                                      |
| Řehák                              |      | Kategorie „Řehák“ na Wikimedia Commons                            |             |                 |                     | 49°59′12″ s. š., 15°37′16″ v. d. | Choltice                                     |              |                                                                      |
| Zrcadlo                            |      | Kategorie „Zrcadlo (Choltice)“ na Wikimedia Commons               |             |                 | Struha              | 49°59′4″ s. š., 15°37′3″ v. d.   | Choltice                                     |              | potok též nazýván Zlatotok                                           |
| Červený rybník                     |      | Kategorie „Červený rybník (Choltice)“ na Wikimedia Commons        |             |                 |                     | 49°58′57″ s. š., 15°36′52″ v. d. | Choltice                                     |              |                                                                      |
| Chrtnický                          |      | Kategorie „Chrtnický rybník“ na Wikimedia Commons                 |             |                 | Struha              | 49°58′58″ s. š., 15°36′37″ v. d. | Choltice                                     |              | potok též nazýván Zlatotok                                           |
| Klicerda                           |      |                                                                   |             |                 |                     | 49°58′52″ s. š., 15°37′0″ v. d.  | Choltice                                     |              |                                                                      |
| Ledecký rybník                     |      | Kategorie „Ledecký rybník“ na Wikimedia Commons                   |             |                 |                     | 49°58′35″ s. š., 15°35′56″ v. d. | Ledec                                        |              | též Stružník                                                         |
| Stružník                           |      | Kategorie „Stružník“ na Wikimedia Commons                         |             |                 |                     | 49°58′26″ s. š., 15°35′23″ v. d. | Ledec                                        |              | též Stružný                                                          |
| Rohlíček                           |      | Kategorie „Rohlíček (rybník)“ na Wikimedia Commons                |             |                 | Mlýnský potok       | 49°58′20″ s. š., 15°35′22″ v. d. | Ledec                                        |              |                                                                      |
| Kamenný rybník                     |      | Kategorie „Kamenný rybník (Ledec)“ na Wikimedia Commons           |             |                 | Mlýnský potok       | 49°58′14″ s. š., 15°35′24″ v. d. | Ledec                                        |              |                                                                      |
| Zabloudil                          |      | Kategorie „Zabloudil“ na Wikimedia Commons                        |             |                 | Mlýnský potok       | 49°58′4″ s. š., 15°35′20″ v. d.  | Holotín                                      |              |                                                                      |
| Chobot                             |      | Kategorie „Chobot (Rašovy)“ na Wikimedia Commons                  |             |                 | Mlýnský potok       | 49°57′44″ s. š., 15°34′58″ v. d. | Rašovy                                       |              |                                                                      |
| Svojšický rybník                   |      | Kategorie „Svojšický rybník“ na Wikimedia Commons                 |             |                 |                     | 49°57′48″ s. š., 15°36′4″ v. d.  | Svojšice u Choltic                           |              |                                                                      |
| Okrouhlík                          |      |                                                                   |             |                 | Struha              | 49°57′52″ s. š., 15°36′29″ v. d. | Svojšice u Choltic                           |              | potok též nazýván Zlatotok                                           |
| Černovka                           |      | Kategorie „Černovka (Rašovy)“ na Wikimedia Commons                |             |                 |                     | 49°57′33″ s. š., 15°34′58″ v. d. | Rašovy                                       |              |                                                                      |
| Stojický rybník                    |      | Kategorie „Stojický rybník“ na Wikimedia Commons                  |             |                 | Struha              | 49°57′14″ s. š., 15°36′48″ v. d. | Stojice                                      |              | potok též nazýván Zlatotok                                           |
| Beranka                            |      |                                                                   |             |                 | Svinčanka           | 49°58′36″ s. š., 15°38′15″ v. d. | Svinčany                                     |              |                                                                      |
| Horní jeníkovický rybník           |      | Kategorie „Horní Jeníkovický rybník“ na Wikimedia Commons         |             |                 |                     | 49°58′54″ s. š., 15°39′27″ v. d. | Jeníkovice u Choltic                         |              |                                                                      |
| Dolní jeníkovický rybník           |      | Kategorie „Dolní Jeníkovický rybník“ na Wikimedia Commons         |             |                 |                     | 49°58′59″ s. š., 15°39′18″ v. d. | Jeníkovice u Choltic                         |              |                                                                      |
| Cukrák                             |      | Kategorie „Rybník u Cyklosu “ na Wikimedia Commons                |             |                 |                     | 49°59′30″ s. š., 15°38′16″ v. d. | Choltice                                     |              |                                                                      |
| Crkáňský rybník                    |      | Kategorie „Crkáňský rybník“ na Wikimedia Commons                  |             |                 | Lánský potok        | 50°1′31″ s. š., 15°39′26″ v. d.  | Lány na Důlku                                |              |                                                                      |
| Čepkovo jezírko                    |      | Kategorie „Čepkovo jezero“ na Wikimedia Commons                   |             |                 |                     | 50°2′12″ s. š., 15°38′ v. d.     | Mělice                                       |              |                                                                      |
| Živanické jezero                   |      | Kategorie „Živanické jezero“ na Wikimedia Commons                 |             |                 |                     | 50°2′48″ s. š., 15°38′21″ v. d.  | Živanice                                     |              |                                                                      |
| Živanický návesní rybník           |      | Kategorie „Živanický návesní rybník“ na Wikimedia Commons         |             |                 |                     | 50°3′28″ s. š., 15°38′46″ v. d.  | Živanice                                     |              |                                                                      |
| Velká Černá                        |      | Kategorie „Velká Černá (písník)“ na Wikimedia Commons             |             |                 |                     | 50°3′29″ s. š., 15°40′3″ v. d.   | Černá u Bohdanče                             |              |                                                                      |
| Malá Černá                         |      | Kategorie „Malá Černá (písník)“ na Wikimedia Commons              |             |                 |                     | 50°3′40″ s. š., 15°40′12″ v. d.  | Černá u Bohdanče                             |              |                                                                      |
| Skříň                              |      | Kategorie „Rybník Skříň“ na Wikimedia Commons                     |             |                 |                     | 50°5′19″ s. š., 15°38′26″ v. d.  | Lázně Bohdaneč                               |              |                                                                      |
| Tichý rybník                       |      | Kategorie „Tichý rybník“ na Wikimedia Commons                     |             |                 |                     | 50°5′32″ s. š., 15°38′22″ v. d.  | Lázně Bohdaneč                               |              |                                                                      |
| Dolní Jílovky                      |      | Kategorie „Dolní Jílovka“ na Wikimedia Commons                    |             |                 |                     | 50°5′36″ s. š., 15°38′30″ v. d.  | Lázně Bohdaneč                               |              |                                                                      |
| Rybníky Nadymače                   |      | Kategorie „Nadymače“ na Wikimedia Commons                         |             |                 | Černá strouha       | 50°5′2″ s. š., 15°39′42″ v. d.   | Lázně Bohdaneč                               |              | soustava šesti rybníků; odtok též nazýván Černská strouha            |
| Bohdanečský rybník                 |      | Kategorie „Bohdanečský rybník“ na Wikimedia Commons               |             |                 | Černá strouha       | 50°5′33″ s. š., 15°40′25″ v. d.  | Lázně Bohdaneč                               |              | Odtok též nazýván Černská strouha                                    |
| Horní Jílovky                      |      | Kategorie „Horní Jílovka“ na Wikimedia Commons                    |             |                 |                     | 50°5′43″ s. š., 15°38′29″ v. d.  | Lázně Bohdaneč                               |              |                                                                      |
| Truhlíčky                          |      | Kategorie „Truhličky“ na Wikimedia Commons                        |             |                 |                     | 50°5′45″ s. š., 15°39′ v. d.     | Lázně Bohdaneč                               |              | též nazýván Dolní Truhličky                                          |
| Horní Truhličky                    |      |                                                                   |             |                 |                     | 50°5′53″ s. š., 15°38′59″ v. d.  | Lázně Bohdaneč                               |              | Pravděpodobně zaniklý                                                |
| Matka                              |      | Kategorie „Matka (rybník)“ na Wikimedia Commons                   |             |                 |                     | 50°5′52″ s. š., 15°40′22″ v. d.  | Lázně Bohdaneč                               |              |                                                                      |
| Klechtávecký rybník                |      | Kategorie „Klechtávecký rybník“ na Wikimedia Commons              |             |                 | Rohoznický potok    | 50°7′53″ s. š., 15°38′53″ v. d.  | Rohoznice                                    |              |                                                                      |
| Oplatil I                          |      | Kategorie „Oplatil I“ na Wikimedia Commons                        |             |                 |                     | 50°6′35″ s. š., 15°43′33″ v. d.  | Staré Ždánice, Stéblová                      |              |                                                                      |
| Hrádek                             |      | Kategorie „Písník Hrádek“ na Wikimedia Commons                    |             |                 |                     | 50°5′59″ s. š., 15°43′9″ v. d.   | Stéblová                                     |              |                                                                      |
| Rybníky Ostřice                    |      | Kategorie „Ostřice (Lázně Bohdaneč)“ na Wikimedia Commons         |             |                 |                     | 50°5′46″ s. š., 15°42′10″ v. d.  | Lázně Bohdaneč                               |              | Soustava dvou rybníků                                                |
| Oplatil II                         |      | Kategorie „Oplatil II“ na Wikimedia Commons                       |             |                 |                     | 50°6′31″ s. š., 15°44′11″ v. d.  | Stéblová                                     |              |                                                                      |
| Nový zábranský rybník              |      | Kategorie „Nový zábranský rybník“ na Wikimedia Commons            |             |                 |                     | 50°5′28″ s. š., 15°41′15″ v. d.  | Lázně Bohdaneč                               |              | Tvoří soustavu tzv. Zábranských rybníků.                             |
| Dolní zábranský rybník             |      | Kategorie „Dolní zábranský rybník“ na Wikimedia Commons           |             |                 |                     | 50°5′25″ s. š., 15°41′6″ v. d.   | Lázně Bohdaneč                               |              | Též Horní zábranský rybník. Tvoří soustavu tzv. Zábranských rybníků. |
| Horní zábranský rybník             |      | Kategorie „Horní zábranský rybník“ na Wikimedia Commons           |             |                 |                     | 50°5′17″ s. š., 15°40′55″ v. d.  | Lázně Bohdaneč                               |              | Též Dolní zábranský rybník. Tvoří soustavu tzv. Zábranských rybníků. |
| Bašta                              |      |                                                                   |             |                 |                     | 50°5′5″ s. š., 15°44′11″ v. d.   | Lázně Bohdaneč                               |              |                                                                      |
| Horecké písníky                    |      | Kategorie „Horecké písníky“ na Wikimedia Commons                  |             |                 |                     | 50°4′15″ s. š., 15°41′51″ v. d.  | Lázně Bohdaneč                               |              | Soustava několika vodních ploch                                      |
| Lhotka                             |      |                                                                   |             |                 |                     | 50°2′44″ s. š., 15°41′11″ v. d.  | Rybitví                                      |              |                                                                      |
| Netušílek                          |      |                                                                   |             |                 |                     | 50°1′16″ s. š., 15°40′29″ v. d.  | Staré Čívice                                 |              |                                                                      |
| Dubanský rybník                    |      | Kategorie „Dubanský rybník“ na Wikimedia Commons                  |             |                 | Dubanka             | 49°59′23″ s. š., 15°43′19″ v. d. | Dubany nad Bylankou                          |              |                                                                      |
| Jezbořák                           |      | Kategorie „Jezbořák“ na Wikimedia Commons                         |             |                 | Podolský potok      | 49°58′45″ s. š., 15°41′27″ v. d. | Jezbořice                                    |              |                                                                      |
| Rybník Křižný                      |      | Kategorie „Rybník Křižný“ na Wikimedia Commons                    |             |                 | Jesenčanský potok   | 49°59′55″ s. š., 15°45′35″ v. d. | Staré Jesenčany                              |              |                                                                      |
| Zákoutí                            |      | Kategorie „Zákoutí (Pardubice)“ na Wikimedia Commons              |             |                 |                     | 50°2′41″ s. š., 15°43′13″ v. d.  | Rosice nad Labem, Svítkov, Srnojedy, Rybitví |              |                                                                      |
| Jarkovského jezero                 |      | Kategorie „Jarkovského jezero“ na Wikimedia Commons               |             |                 |                     | 50°2′19″ s. š., 15°44′13″ v. d.  | Rosice nad Labem                             |              |                                                                      |
| Bajkal                             |      | Kategorie „Bajkal (Pardubice)“ na Wikimedia Commons               |             |                 |                     | 50°2′46″ s. š., 15°45′53″ v. d.  | Pardubice                                    |              |                                                                      |
| Pohránovský rybník                 |      | Kategorie „Pohránovský rybník“ na Wikimedia Commons               |             |                 | Velká strouha       | 50°4′29″ s. š., 15°44′30″ v. d.  | Pohránov                                     |              | Též Podohradský rybník                                               |
| Bahýnko                            |      |                                                                   |             |                 |                     | 50°4′52″ s. š., 15°46′16″ v. d.  | Srch                                         |              |                                                                      |
| Olšina                             |      |                                                                   |             |                 |                     | 50°4′57″ s. š., 15°46′29″ v. d.  | Srch                                         |              |                                                                      |
| Baroch                             |      | Kategorie „Baroch“ na Wikimedia Commons                           |             |                 |                     | 50°5′34″ s. š., 15°45′57″ v. d.  | Srch                                         |              |                                                                      |
| Jezero                             |      | Kategorie „Jezero u Stéblové“ na Wikimedia Commons                |             |                 |                     | 50°6′25″ s. š., 15°44′40″ v. d.  | Stéblová                                     |              |                                                                      |
| Malá Čeperka                       |      | Kategorie „Malá Čeperka“ na Wikimedia Commons                     |             |                 |                     | 50°6′46″ s. š., 15°45′12″ v. d.  | Čeperka                                      |              |                                                                      |
| Mácháč                             |      | Kategorie „Písník Mácháč u Malé Čeperky“ na Wikimedia Commons     |             |                 |                     | 50°7′ s. š., 15°45′31″ v. d.     | Čeperka                                      |              |                                                                      |
| Písník Čeperka                     |      | Kategorie „Pískovna Čeperka“ na Wikimedia Commons                 |             |                 |                     | 50°7′27″ s. š., 15°44′40″ v. d.  | Čeperka                                      |              | Písník                                                               |
| Vrškovský rybník                   |      | Kategorie „Libišanský rybník“ na Wikimedia Commons                |             |                 |                     | 50°9′ s. š., 15°45′29″ v. d.     | Libišany                                     |              |                                                                      |
| Malý Slepák                        |      | Kategorie „Malý Slepák“ na Wikimedia Commons                      |             |                 |                     | 50°3′17″ s. š., 15°47′10″ v. d.  | Pardubice, Brozany nad Labem                 |              | Slepé rameno labe                                                    |
| Čičák                              |      | Kategorie „Čičák“ na Wikimedia Commons                            |             |                 |                     | 50°2′43″ s. š., 15°46′56″ v. d.  | Pardubice                                    |              |                                                                      |
| Na Podkově                         |      |                                                                   |             |                 |                     | 50°0′59″ s. š., 15°48′11″ v. d.  | Nemošice                                     |              | soustava dvou vodních ploch                                          |
| Matiční jezero                     |      | Kategorie „Matiční jezero“ na Wikimedia Commons                   |             |                 |                     | 50°2′4″ s. š., 15°47′8″ v. d.    | Pardubice                                    |              |                                                                      |
| Velké jezero                       |      | Kategorie „Velké jezero (Pardubice)“ na Wikimedia Commons         |             |                 |                     | 50°2′38″ s. š., 15°47′19″ v. d.  | Pardubice                                    |              |                                                                      |
| Tůň u Hrobic                       |      | Kategorie „Tůň u Hrobic“ na Wikimedia Commons                     |             |                 |                     | 50°6′54″ s. š., 15°47′53″ v. d.  | Hrobice                                      |              |                                                                      |
| Písník u Opatovické elektrárny III |      |                                                                   |             |                 |                     | 50°8′10″ s. š., 15°47′53″ v. d.  | Opatovice nad Labem                          |              | Spolu s dalšími známé též jako Písníky u Opatovické elektrárny.      |
| Písník u Opatovické elektrárny II  |      |                                                                   |             |                 |                     | 50°8′22″ s. š., 15°47′52″ v. d.  | Opatovice nad Labem                          |              | Spolu s dalšími známé též jako Písníky u Opatovické elektrárny.      |
| Písník u Opatovické elektrárny I   |      |                                                                   |             |                 |                     | 50°8′31″ s. š., 15°47′55″ v. d.  | Opatovice nad Labem                          |              | Spolu s dalšími známé též jako Písníky u Opatovické elektrárny.      |
| Opatovický písník                  |      | Kategorie „Opaťák“ na Wikimedia Commons                           |             |                 |                     | 50°9′54″ s. š., 15°47′44″ v. d.  | Opatovice nad Labem                          |              |                                                                      |
| Újezdský rybník                    |      | Kategorie „Újezdský rybník“ na Wikimedia Commons                  |             |                 | Bohumilečský potok  | 50°7′1″ s. š., 15°51′9″ v. d.    | Újezd u Sezemic                              |              |                                                                      |
| Bohumilečský rybník                |      | Kategorie „Bohumilečský rybník“ na Wikimedia Commons              |             |                 | Bohumilečský potok  | 50°6′28″ s. š., 15°51′35″ v. d.  | Bohumileč                                    |              |                                                                      |
| Labská                             |      | Kategorie „Labská“ na Wikimedia Commons                           |             |                 |                     | 50°4′28″ s. š., 15°52′7″ v. d.   | Sezemice nad Loučnou                         |              |                                                                      |
| Hatě                               |      | Kategorie „Hatě u Hostovic“ na Wikimedia Commons                  |             |                 |                     | 50°0′17″ s. š., 15°51′38″ v. d.  | Hostovice u Pardubic                         |              |                                                                      |
| Ohrádka                            |      | Kategorie „Ohrádka (Hostovice)“ na Wikimedia Commons              |             |                 |                     | 50°0′31″ s. š., 15°52′55″ v. d.  | Hostovice u Pardubic, Úhřetická Lhota        |              |                                                                      |
| U radaru                           |      |                                                                   |             |                 |                     | 50°1′49″ s. š., 15°52′48″ v. d.  | Dašice                                       |              |                                                                      |
| Rokytenský rybník                  |      | Kategorie „Rokytenský rybník“ na Wikimedia Commons                |             |                 |                     | 50°6′21″ s. š., 15°53′51″ v. d.  | Rokytno                                      |              |                                                                      |
| Jilák                              |      | Kategorie „Hliník pod Rokytnem“ na Wikimedia Commons              |             |                 |                     | 50°6′53″ s. š., 15°53′35″ v. d.  | Rokytno                                      |              |                                                                      |
| Špaček                             |      |                                                                   |             |                 |                     | 50°7′7″ s. š., 15°54′46″ v. d.   | Býšť                                         |              |                                                                      |
| Dolní rybník                       |      | Kategorie „Návesní rybník (Kostěnice)“ na Wikimedia Commons       |             |                 |                     | 50°0′34″ s. š., 15°54′12″ v. d.  | Kostěnice                                    |              |                                                                      |
| Horní rybník                       |      |                                                                   |             |                 |                     | 50°0′8″ s. š., 15°54′11″ v. d.   | Kostěnice                                    |              |                                                                      |
| Duhové jezero                      |      | Kategorie „Duhová jezera“ na Wikimedia Commons                    |             |                 |                     |                                  | Moravany nad Loučnou                         |              | Není jisté, o kterou plochu ze skupiny ploch se jedná                |
| Ředický rybník                     |      | Kategorie „Ředický rybník“ na Wikimedia Commons                   |             |                 |                     | 50°4′59″ s. š., 15°56′56″ v. d.  | Horní Ředice                                 |              |                                                                      |
| Šmatlán                            |      | Kategorie „Šmatlán“ na Wikimedia Commons                          |             |                 | Drahošský potok     | 50°5′55″ s. š., 15°55′47″ v. d.  | Dolní Ředice                                 |              |                                                                      |
| Obecní rybník                      |      |                                                                   |             |                 |                     | 50°9′18″ s. š., 15°56′58″ v. d.  | Bělečko                                      |              |                                                                      |
| Špačková                           |      |                                                                   |             |                 | Bělečský potok      | 50°8′44″ s. š., 15°57′6″ v. d.   | Bělečko                                      |              |                                                                      |
| Kopytnářka                         |      |                                                                   |             |                 | Bělečský potok      | 50°8′11″ s. š., 15°57′32″ v. d.  | Bělečko                                      |              |                                                                      |
| Smilek                             |      | Kategorie „Smilek“ na Wikimedia Commons                           |             |                 |                     | 50°5′43″ s. š., 15°57′33″ v. d.  | Horní Ředice                                 |              |                                                                      |
| Mordýř                             |      | Kategorie „Mordýř“ na Wikimedia Commons                           |             |                 |                     | 50°5′24″ s. š., 15°57′4″ v. d.   | Horní Ředice                                 |              |                                                                      |
| Žabák                              |      | Kategorie „Slepotický rybník“ na Wikimedia Commons                |             |                 | Kolajka             | 49°59′25″ s. š., 15°57′31″ v. d. | Slepotice                                    |              |                                                                      |
| Blažek                             |      |                                                                   |             |                 |                     | 50°5′20″ s. š., 15°58′46″ v. d.  | Holice v Čechách                             |              |                                                                      |
| Hluboký rybník                     |      | Kategorie „Hluboký rybník (Podlesí u Holic)“ na Wikimedia Commons |             |                 | Hluboký potok       | 50°5′24″ s. š., 15°58′26″ v. d.  | Holice v Čechách                             |              |                                                                      |
| Špičník                            |      | Kategorie „Špičník“ na Wikimedia Commons                          |             |                 | Hluboký potok       | 50°5′57″ s. š., 15°58′36″ v. d.  | Vysoké Chvojno                               |              |                                                                      |
| Nebeský rybník                     |      |                                                                   |             |                 | Bělečský potok      | 50°7′3″ s. š., 15°58′32″ v. d.   | Vysoké Chvojno                               |              |                                                                      |
| Valenťák                           |      |                                                                   |             |                 |                     | 50°7′7″ s. š., 16°0′30″ v. d.    | Vysoké Chvojno                               |              |                                                                      |
| Blažkovec                          |      | Kategorie „Blažkovec“ na Wikimedia Commons                        |             |                 |                     | 50°5′6″ s. š., 16°0′50″ v. d.    | Holice v Čechách                             |              |                                                                      |
| Mazanec                            |      | Kategorie „Mazanec (pond)“ na Wikimedia Commons                   |             |                 |                     | 49°59′45″ s. š., 16°0′59″ v. d.  | Uhersko                                      |              |                                                                      |
| Lodrantský rybník                  |      | Kategorie „Lodrant“ na Wikimedia Commons                          |             |                 | Lodrantka           | 50°0′37″ s. š., 16°2′19″ v. d.   | Trusnov                                      |              | Též nazývaný Lodrant                                                 |
| Mlýnský rybník                     |      | Kategorie „Mlýnský rybník (Litětiny)“ na Wikimedia Commons        |             |                 |                     | 50°1′6″ s. š., 16°1′21″ v. d.    | Litětiny                                     |              |                                                                      |
| Lohninský                          |      |                                                                   |             |                 |                     | 50°2′49″ s. š., 16°1′14″ v. d.   | Ostřetín                                     |              |                                                                      |
| Poběžovice                         |      | Kategorie „Rybník u Poběžovic“ na Wikimedia Commons               |             |                 | Žďárský potok       | 50°5′53″ s. š., 16°0′55″ v. d.   | Poběžovice u Holic                           |              |                                                                      |
| Pilský rybník                      |      |                                                                   |             |                 | Velinský potok      | 50°4′55″ s. š., 16°4′18″ v. d.   | Veliny                                       |              |                                                                      |
| Obora                              |      |                                                                   |             |                 |                     | 50°1′6″ s. š., 16°3′43″ v. d.    | Trusnov                                      |              |                                                                      |
| Šoltysův rybník                    |      |                                                                   |             |                 |                     | 50°0′45″ s. š., 16°4′33″ v. d.   | Jaroslav                                     |              |                                                                      |
| Močidla                            |      |                                                                   |             |                 |                     | 50°2′19″ s. š., 16°2′55″ v. d.   | Ostřetín                                     |              |                                                                      |
| U Němečků                          |      |                                                                   |             |                 |                     | 50°2′44″ s. š., 16°2′35″ v. d.   | Ostřetín                                     |              |                                                                      |
| U Bačinů                           |      |                                                                   |             |                 |                     | 50°2′45″ s. š., 16°2′12″ v. d.   | Ostřetín                                     |              |                                                                      |
| Franclinský rybník                 |      | Kategorie „Franclinský rybník“ na Wikimedia Commons               |             |                 | Lodrantka           | 50°0′18″ s. š., 16°4′2″ v. d.    | Trusnov                                      |              |                                                                      |
| Dolní rybník                       |      |                                                                   |             |                 |                     | 50°2′47″ s. š., 16°5′29″ v. d.   | Horní Jelení                                 |              |                                                                      |
| Pětinoha                           |      | Kategorie „Pětinoha“ na Wikimedia Commons                         |             |                 |                     | 50°2′7″ s. š., 16°6′16″ v. d.    | Horní Jelení                                 |              |                                                                      |
| Hanzlíkovec                        |      | Kategorie „Hanzlíkovec“ na Wikimedia Commons                      |             |                 |                     | 50°2′18″ s. š., 16°6′39″ v. d.   | Horní Jelení                                 |              |                                                                      |
| Dolní Pecák                        |      | Kategorie „Dolní Pecák“ na Wikimedia Commons                      |             |                 | Čermná              | 50°3′7″ s. š., 16°8′10″ v. d.    | Dolní Jelení                                 |              |                                                                      |
| Horní Pecák                        |      | Kategorie „Horní Pecák“ na Wikimedia Commons                      |             |                 | Čermná              | 50°2′58″ s. š., 16°8′6″ v. d.    | Dolní Jelení                                 |              |                                                                      |
| Oborecký                           |      | Kategorie „Oborecký rybník“ na Wikimedia Commons                  |             |                 |                     | 50°2′30″ s. š., 16°7′18″ v. d.   | Dolní Jelení                                 |              |                                                                      |